# Yang Jiechi

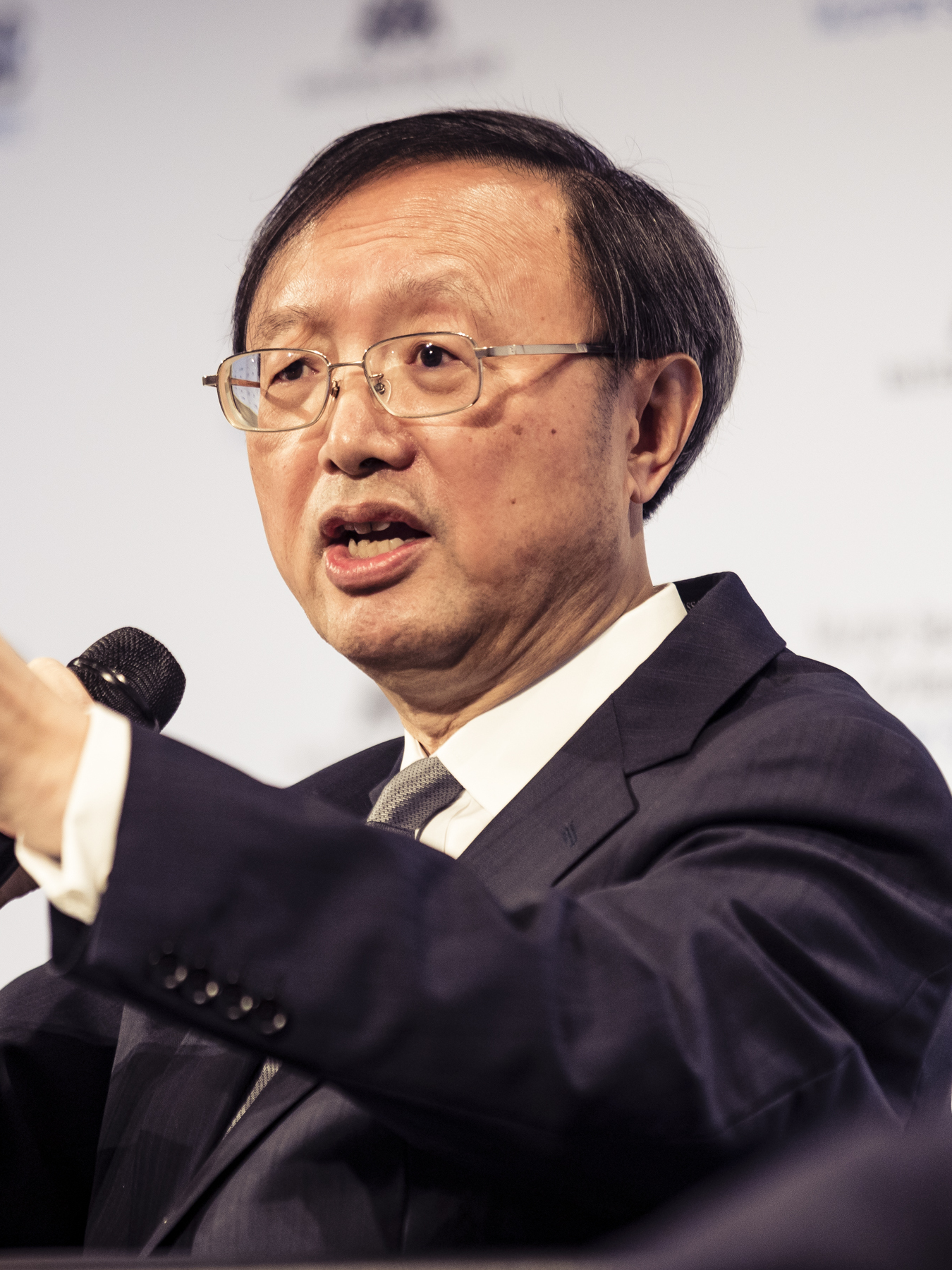
Jiechi während der 55. MSC, 2019

Yang Jiechi (chinesisch 楊潔篪 / 杨洁篪, Pinyin Yáng Jiéchíⓘ, Jyutping Joeng4 Git1ci4anhören (kantonesisch)ⓘ; * 1. Mai 1950 in Shanghai) ist ein chinesischer Politiker und Diplomat. Seit Oktober 2017 ist er Mitglied des chinesischen Politbüros.

## Leben
Anfang der 1970er Jahre studierte er an der London School of Economics and Political Science. Yang gehört zu der sehr kleinen Gruppe chinesischer Diplomaten, die schon während der Jahre der Kulturrevolution (1966–1976) von der Regierung ins Ausland geschickt wurden. 1975 begann er seine Karriere im chinesischen Außenministerium und war zunächst als Dolmetscher tätig. Insgesamt war er dreizehn Jahre lang an der Botschaft seines Landes in Washington, D.C. tätig – zuletzt von 2001 bis 2005 als Botschafter in den USA. 1995 wurde Yang zunächst Assistenzminister im Außenministerium (englisch Assistant Foreign Minister), von 1998 bis 2001 war er – ebenso wie nach seiner Rückkehr aus den USA ab 2005 – stellvertretender Außenminister. Sein Aufgabenbereich bestand in der Pflege der Beziehungen zu Nord- und Südamerika sowie zu Ozeanien, zeitweise auch zu den chinesischen Sondergebieten Hongkong und Macau sowie in der Kontaktpflege zu Taiwan.
Am 27. April 2007 wurde er als Nachfolger von Li Zhaoxing Außenminister seiner Heimat, nachdem er vom Parteichef und Staatspräsidenten der Volksrepublik China Hu Jintao persönlich auserwählt worden war, um dessen Diplomatie des „friedlichen Aufstiegs“ zu leiten. Am 16. März 2013 trat er von diesem Posten zurück und wurde Staatsrat für Außenpolitische Fragen.
Yang ist alternierendes Mitglied im Zentralkomitee der Kommunistischen Partei Chinas und seit Oktober 2017 Mitglied des 19. Politbüros der Kommunistischen Partei Chinas.
Er gilt als Experte für die Vereinigten Staaten und als Freund der Familie des ehemaligen US-amerikanischen Präsidenten Bush, seitdem er in den 1970er Jahren als Übersetzer für George Bush senior tätig war; Bush war zu jener Zeit Leiter des US-Verbindungsbüros in China. Von ihm erhielt Yang damals den Spitznamen „Tiger Yang“.